# Rejon słonimski
Rejon słonimski (biał. Слонімскі раён, Słonimski rajon ros. Слонимский район, Słonimskij rajon) – rejon w zachodniej Białorusi, w obwodzie grodzieńskim.

## Geografia
Rejon słonimski ma powierzchnię 1470,63 km². Lasy zajmują powierzchnię 547,95 km², bagna 40,16 km², obiekty wodne 12,78 km². Graniczy od zachodu z rejonem zelwieńskim, od północy z rejonem zdzięciolskim, od wschodu z rejonem baranowickim obwodu brzeskiego, od południa z rejonem iwacewickim obwodu brzeskiego, a od południowego wschodu rejonem prużańskim obwodu brzeskiego.

## Gospodarka
Największym ośrodkiem przemysłowym rejonu jest miasto Słonim, w którym ok. 1/3 stanowi przemysł lekki, 1/3 przemysł leśny, celulozowo-papierniczy i przetwórstwo drewna, 1/5 – spożywczy, a pozostały – maszynowy i obróbka metali. Oprócz tego w rejonie istnieje jeszcze kilka niewielkich ośrodków przemysłowych. W Nowosiółkach na zachodzie i Oziernicy na północy rejonu produkowane są materiały budowlane, w Szyłowicach Wielkich na południowym wschodzie istnieje niewielki przemysł spożywczy. W miejscowości Wyszywka na południowych obrzeżach Słonima produkowane są wybory rzemiosła artystycznego.
Na terenie rejonu istnieją dwa ośrodki przemysłu wydobywczego: w Oziernicy na zachodzie rejonu i Wierchlesiu na wschodzie pozyskiwane są mieszanki żwirowo-piaskowe.
Przez rejon przechodzą gazociągi o znaczeniu międzynarodowym. Z północy na południe przechodzi gazociąg Wilno – Iwacewicze. W pobliżu Słonima odchodzi z niego na zachód odgałęzienie, biegnące dalej do Polski i Niemiec. Przez rejon przebiega też z północy na południe elektryczna linia przesyłowa.

## Ludność
W 2009 roku rejon zamieszkiwało 67 288 osób, w tym 48 970 w miastach i 18 318 na wsi.